# Otto Åkesson
Ernst Otto Åkesson, född 14 oktober 1872 i Viborg, död 29 november 1939 i Helsingfors, var en finländsk jurist och politiker.
Åkesson deltog i det passiva motståndet mot förtrycksperioderna i Finland och befann sig mellan 1903 och 1905 i exil. Mellan 1913 och 1914 satt han tillsammans med andra medlemmar av Viborg hovrätt i Krestyfängelset.
Han var tjänsteman vid Viborg hovrätt mellan 1898 och 1906 och från 1908 till 1912, domare i Rajajoki (Systerbäck) från 1924 till 1932. Från 1917 till 1919 och mellan 1922 och 1924 var han riksdagsman, först för Svenska folkpartiet, sedan för agrarförbundet. Mellan 1922 och 1923 var han justitieminister.